# أدولف كريستيان
أدولف كريستيان (بالألمانية: Adolf Christian)‏ هو دراج نمساوي، ولد في 3 يونيو 1934 في فيينا في النمسا، وتوفي بنفس المكان في 8 يوليو 1999.

## وصلات خارجية
- أدولف كريستيان على موقع أرشيف الدراجات (الإنجليزية)
- أدولف كريستيان على موقع إحصائيات الدراجات الإحترافية (الإنجليزية)
- أدولف كريستيان على موقع CycleBase (الإنجليزية)